# Třeboň lázně
Třeboň lázně – przystanek kolejowy w miejscowości Trzeboń, w kraju południowoczeskim, w Czechach. Znajduje się na linii 226 Veselí nad Lužnicí – Gmünd, na wysokości 435 m n.p.m..  

## Linie kolejowe
- 226: Veselí nad Lužnicí – Gmünd